# Lush
Lush fue una banda de rock alternativo inglesa, formada el año 1988 en Londres (Inglaterra) y separada el año 1996. Fue especialmente reconocida por ser una de las primeras bandas en recibir la etiqueta de shoegaze por parte de la prensa especializada de la época, sonido el cual, con el paso del tiempo, acabaría siendo de un timbre marcadamente britpop.

## Historia
A los 14 años de edad, la cantante y guitarrista, Miki Berenyi conoció a quien sería su futura compañera de banda, Emma Anderson, en el Queen's College, en Inglaterra. Tiempo más adelante, en 1988, Berenyi, estudiando literatura en la Universidad Politécnica de Londres conocería al baterista Chris Acland, el bajista Steve Rippon y el guitarrista Meriel Barham. Junto con Anderson, decidieron formar una banda, de nombre Lush por influencia de un amigo de Emma Anderson. Barham pronto dejaría esa conformación inicial para formar la banda Pale Saints.
En enero del 1989, luego de haber tenido algunas presentaciones y gracias a su creciente cantidad de fama y admiradores (entre los que se encontraba Robin Guthrie, de Cocteau Twins) logró firmar un contrato con la disquera 4AD, con el apoyo de Guthrie, grabando así su miniálbum debut, el EP Scar.
El año 1991, poco antes del lanzamiento de su álbum Spooky, Rippon renunciaría a la banda a mitad de las sesiones de estudio, siendo rápidamente reemplazado por el bajista Phil King, logrando así la conformación definitiva de la banda.
El año 1996, luego del suicidio de Chris Acland, la banda vería su final, acabando disolviéndose. La banda el 2015 se volvió a reunir y en 2016 lanzaron un nuevo disco, blind spot (ep) .

## Discografía

### Álbumes de estudio
- 1992:Spooky
- 1994:Split
- 1996:Lovelife

### Miniálbumes
- 1989:Scar

### EPs
- 1990: Mad Love
- 1990: Sweetness and Light
- 1991: Black Spring
- 2016: Blind Spot